# 高堇菜
高堇菜（学名：Viola montana）为堇菜科堇菜属下的一个种。生于林缘、林下、山坡草地。分布于欧洲及俄罗斯的西西伯利亚、中亚地区，中国分布于产天山及新疆塔城一带。